# Karl Palatu
Karl Palatu (* 5. Dezember 1982 in Pärnu) ist ein estnischer ehemaliger Fußballspieler.
Palatu begann seine Karriere beim örtlichen Verein JK Tervis Pärnu. Danach wechselte er unter anderen zum estnischen Verein FC Levadia Maardu, FC Valga, JK Tulevik Viljandi, FC Elva und FC Flora Tallinn. In der Saison 2007 folgte ein kurzer Abstecher zum norwegischen Verein Sogndal IL, wo er aber zu keinem Einsatz kam. Danach kehrte der Defensivspieler erneut zum FC Flora Tallinn zurück.

## Nationalmannschaft
Palatu spielte mehrere Spiele in der estnischen U-21-Auswahl. Am 21. Mai 2010 gab er in der Partie gegen Finnland sein Debüt in der estnischen A-Nationalmannschaft.